# Boffo da Massa
Boffo Da Massa (Massa Fermana, prima metà del XIV secolo – Carassai, 4 settembre 1387) è stato un nobile e condottiero italiano.

## Biografia
Boffo era della nobile famiglia di Massa Fermana dei Tebaldeschi, capitano di ventura, signore dei territori a cavallo fra Aso e Tesino, vissuto nel XIV secolo, figura emergente sullo scenario fermano nel periodo successivo alla morte del cardinale Albornoz, che aveva tenuto rigidamente a bada i possedimenti pontifici.
Boffo da Massa viene citato per la prima volta nel 1360, coinvolto nelle vicende che portarono Gentile da Mogliano a impadronirsi di Fermo. 
Personaggio importante, Boffo, compare nell'elenco di Signori del Fermano invitati a una cena tenuta in casa del tiranno nella quale convinse Gentile a impadronirsi di Fermo.
Profittando della mancanza dell’autorità centrale, nel 1369 occupò con i suoi uomini Castignano instaurando una feroce tirannia ed esiliando gli avversari, divenendo un nemico della Chiesa. Nel 1376, su invito degli ascolani e per i meriti acquisiti sul campo sotto la bandiera ghibellina fu accolto nella Lega della Repubblica di Firenze che si era costituita per combattere l'esercito pontificio.
Boffo da Massa sancisce così la sua partecipazione alla Guerra degli Otto Santi, che vede contrapposti lo Stato Pontificio da una parte e le città di Firenze, Milano, Lucca, Siena, Pisa, alle quali si aggiunsero poi Arezzo, Viterbo, Perugia, Città di Castello, Montefiascone, Foligno, Spoleto, Gubbio, Terni, Narni, Todi, Assisi, Chiusi, Orvieto, Orte, Toscanella, Radicofani, Sarteano, Camerino, Fermo, Ascoli e molte altre.
Nel 1376 in molti castelli del Piceno sventolava il vessillo ghibellino. Sotto l’egida dello Stato Pontificio erano rimaste Ascoli Piceno e Ripatransone. Qui va ricordato che Ascoli Piceno aveva conosciuto la tirannia ghibellina di Filippo di Massa, Tibaldeschi come Boffo, che governò gli ascolani per un solo anno tra il 1360 ed il 1361. La città tornò sotto il dominio della Chiesa e fu governata da Pedro Gómez Alvarez de Albornoz, vicario pontificio e nipote del famoso cardinale Egidio Albornoz, fino al 1376. All'epoca imperversavano sul territorio numerose tirannie cittadine, trovando appoggio nella Lega fiorentina avversaria del Papato.
Ecco l'occasione che i ghibellini, tra cui il nostro Boffo aspettavano. Il 27 febbraio, la città si solleva in rivolta e costringe all’interno delle mura della cittadella gli odiati occupanti. Il Vicario di Ascoli si era asserragliato con numerosi guerrieri, fra cui una parte della Compagnia de Bretoni calata dalla Francia con l'insediamento del nuovo Legato Pontificio, Roberto di Ginevra. Compagnia guidata da Sylvestre Budes.
Ascoli fu raggiunta immediatamente dall’esercito ghibellino, e la cittadella di Ascoli (Fortezza Pia) posta immediatamente sotto assedio. Tra i comandanti sopraggiunti anche Boffo da Massa (con Rinaldo da Monteverde, capitano di ventura che fu signore di Fermo fino al 1379, Giovanni Conti e Filippo Bastoni).
Il 13 dicembre, al termine di dieci mesi d'assedio, il Gomez capitolò,. Trattò la resa e riuscì a salvarsi la vita, non così per i mercenari bretoni, che vennero fatti a pezzi da Boffo da Massa quale vendetta per i massacri e la distruzione del Castello di Carassai del 1373, quando Petrocco da Massa, suo parente, si ribello alla Chiesa.
Nel maggio 1376 l'impegno in Ascoli impedì a Boffo da Massa e al Monteverde di partecipare all'assedio di Ripa e questo primo assalto al castello fu respinto dal comandante Carusino.
Il 13 settembre i ghibellini tornarono meglio organizzati, agli ordini di Tommaso Giacobuzzi con Rinaldo da Monteverde, Lodovico da Mogliano e Tommaso di Jacobuzio Politi. Boffo da Massa combatte per Fermo, che è sotto la tirannia del Monteverde, contro Ripatransone subendo però una nuova sconfitta a causa sia della tradizionale solidità degli assediati sia dell'imperizia degli assedianti. Uno dei loro comandanti, il Politi, finì ucciso dai soldati di Boffo da Massa per gli errori commessi, pur avendo vantato una perfetta conoscenza del sistema difensivo..
Nel 1377 con l’aiuto di Rinaldo da Monteverde e degli ascolani si impadronisce di Cossignano e di Castignano; minaccia Carassai, castello del fermano già possesso dei suoi avi. Sempre nello stesso anno realizza una piccola signoria al confine tra gli Stati di Fermo e di Ascoli Piceno costituita da Carassai, Castignano, Cossignano e Porchia. Ha pure mire su Santa Vittoria in Matenano.
Nel 1380 Antonio di Acquaviva della famiglia dei duchi di Atri, fece prigioniero Guarniero, figlio di Boffo e lo rinchiuse nel carcere di Santa Vittoria.
Lo tenne in ostaggio a lungo e minaccio di ucciderlo se il padre non gli avesse consegnato i castelli di Porchia e Cossignano.
Nel novembre 1381 con Lucio Lando (Lutz Wirtinger von Landau) e Giovanni Acuto (John Hawkwood) forte di 6000 soldati della famigerata Compagnia Bianca, ambisce a prendere Rotella e Montalto delle Marche. Subisce una cocente sconfitta da parte dei comuni coalizzati contro di lui, che lo costringono a richiudersi in Castignano, che poi perderà nonostante le truppe assoldate. È costretto a ritornare nel territorio di Montottone e da qui, a causa della mancanza di vettovaglie, riparare a Chiaravalle.
Alle spese per la guerra contro il tiranno contribuirono molti castelli (Ripatransone diede trecento fiorini d'oro).
Nonostante le sue capacità militari e la costante ricerca di alleanze strategiche, Boffo finì con l’essere bandito dalla Chiesa.
Il 25 novembre del 1381 il cardinale Legato della Marca, Andrea Bontempo da Perugia, dichiarava Boffo ribelle della Santa Sede e presuntuoso usurpatore delle Terre del Presidato Farfense.
Senza alleanze, vedendo a rischio il proprio potere, scese a patti e si sottomise all’autorità papale con la garanzia di mantenere i possessi.
Boffo, nel periodo in cui fu signore di Carassai, strinse amicizia con Lionello Armelj che allora era padrone di Rocca Monte Varmine, castello a 4 km dalla sua roccaforte.
Nel febbraio del 1387 corse voce che Boffo da Massa avesse stipulato un accordo con Marco Zeno, signore di Montegranaro (che, nello stesso mese, aveva conquistato Civitanova Marche), insieme a Biancuccio da Monterubbiano, Antoniuccio da Massa e Masio di Ludovico per impadronirsi di Fermo. I Priori della città di Fermo presero molto sul serio tale sospetto, si riunirono nel palazzo del Comune e vollero accertarsi che la voce fosse effettivamente destituita di ogni fondamento.
Secondo il Colucci, proprio su mandato di Fermo alcuni sicari uccisero a tradimento Boffo lungo le strade di Carassai, con un fendente di accetta che gli trapassò il cranio. Era il 4 settembre 1387. Ebbe così fine la violenta vicenda di Boffo, che per pochi anni riuscì a fare di Carassai una piccola signoria. Fu seppellito nella chiesa di Sant’Eusebio (demolita nel 1832).